# Queen's Hall
Le Queen's Hall était une salle de concert située à Langham Place (en), à Londres, qui a ouvert en 1893. Conçue par l’architecte T.E. Knightley, la salle pouvait accueillir environ 2 500 spectateurs. Elle devint la principale salle de concert de Londres. De 1895 à 1941, le Queen's Hall était la résidence des promenade concerts ("The Proms") créés par Robert Newman (en) et Henry Wood. La salle était terne avec des sièges étroits mais avait une superbe acoustique. Elle devint connue comme le « centre musicale de l'Empire Britannique, » et les principaux musiciens de la fin du XIXe siècle et du début du XXe siècle y ont joué, Claude Debussy, Edward Elgar, Maurice Ravel ou Richard Strauss par exemple.
Dans les années 1930 la salle devient la résidence londonienne principale de deux nouveaux orchestres, le BBC Symphony Orchestra et le London Philharmonic Orchestra. Ces deux ensembles haussèrent les normes de jeu orchestral à Londres vers de nouveaux sommets, et l'orchestre du Queen's Hall, fondé en 1893, est éclipsé puis dissous 1930. Ces nouveaux orchestres attirent une nouvelle génération de musiciens d'Europe et des États-Unis dont Serge Koussevitzky, Willem Mengelberg, Arturo Toscanini, Bruno Walter ou Felix Weingartner.
En 1941, durant la Seconde Guerre mondiale, le bâtiment est détruit par une bombe incendiaire pendant le Blitz. Malgré un grand lobbying pour reconstruire la salle le gouvernement décide de ne pas le faire. Les principales fonctions musicales du Queen's Hall sont transférées au Royal Albert Hall pour les Proms et au nouveau Royal Festival Hall pour les concerts de la saison musicale.

## Contexte
Le site sur lequel la salle était construite était bordé par l'actuelle Langham Place (en), Riding House Street et Great Portland Street. En 1820 le terrain est acheté par la Couronne (en) durant le développement par John Nash de Regent Street. Entre l'achat et la construction du bâtiment, le terrain est d'abord sous-loué à un carrossier et gardien de chevaux, et en 1851 un bazar occupait le site. En 1887, le locataire, Francis Ravenscroft, négocie un contrat de construction avec la Couronne afin de lancer la construction d'une nouvelle salle de concert. Le nom du nouveau bâtiment devait être le The Victoria Concert Hall ou The Queen's Concert Hall. Le nom finalement retenu fut The Queen's Hall peu avant l’ouverture de la salle. L'historien Robert Elkin avance que le nom de Victoria Concert Hall a été abandonné pour ne pas confondre avec le Royal Victoria Music Hall, le nom formel de l’Old Vic.
Cette nouvelle salle devait fournir un lieu de musique plus que nécessaire dans le centre de Londres. Salle Saint-Jacques (en), juste au sud d'Oxford Circus était trop petit, souffrait de problèmes de sécurité et était trop peu ventilé. Bernard Shaw parlait dans ses critiques musicales « des éternels et monotones Steinway Hall, Hall Prince et St James's Hall » et il accueillit chaleureusement le nouveau bâtiment.

## Construction

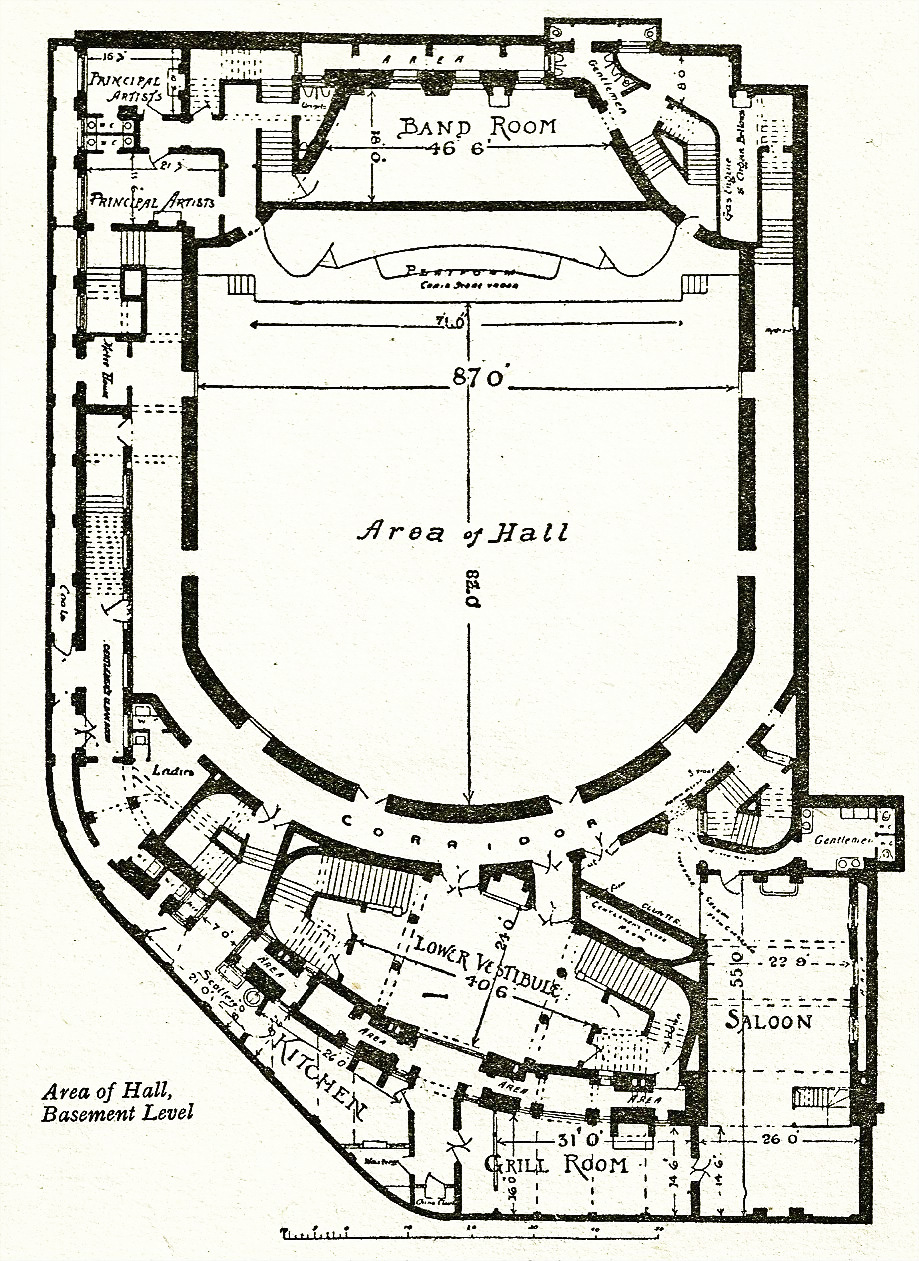
Plans de Knightley du niveau de la plate-forme de la salle

Ravenscroft charge l’architecte Thomas Edward Knightley de concevoir la nouvelle salle. Se basant sur un plan de C. J. Phipps (en), Knightley dessine une salle de 2 000 m2 pouvant accueillir 2 500 personnes,. Des journaux de l’époque commente la hauteur inhabituelle du bâtiment. La sculpture extérieure est l’œuvre de Sidney W. Elmes and Son, et le mobilier est fourni par Lapworth Brothers and Harrison. L'éclairage est au gaz et électrique.
Le décor originel se composait de murs gris en terre cuite, de sièges rouge vénitien (en), de grands abat-jour rouges suspendus au-dessus de l'orchestre, de miroirs entourant la scène et de portraits des plus grands compositeurs sur les côtés de la plate-forme. La peinture devait être de la couleur du « ventre d'une souris londonienne, » et Knightley aurait eu dans son atelier des souris mortes afin de s'assurer de la bonne couleur. La scène avait des sièges mobiles sur « un tapis brunâtre dont la couleur se mélangeait avec celle chamois terne des murs ». Sur le plafond en arche était peint l'Opéra de Paris par Carpegat, peinture décrite par E. M. Forster comme « les Amours atténués qui entourent le plafond du Queen's Hall, s'inclinant l'un vers l’autre mièvrement, et vêtus d'un pantalon jaunâtre ».
Au centre de la promenade se trouvait une fontaine contenant des cailloux, des poissons rouges et des nénuphars. Selon le chef d'orchestre Sir Thomas Beecham, « toutes les trois ou quatre minutes une fascinante jeune femme tombait dans la fontaine et devait être sauvée par un soupirant chevaleresque. Cela devait arriver trente-cinq fois chaque soirée. Des étrangers venaient de toute l'Europe pour y assister. » Le Queen's Small Hall, en haut du bâtiment contre le conservatoire, pouvait accueillir 500 personnes pour des récitals, des concerts de musique de chambre et autres petites représentations. En juillet 1894, Bernard Shaw le décrit comme « une pièce en forme de cigare avec des fenêtres au plafond, rappelant le carré d'un navire… maintenant de loin la plus confortable de nos salles de concert. » La salle de concert fournissait des installations modernes, une façade ouverte pour voitures et des espaces de stationnement, une salle de presse, des espaces publics et des bars.
À l'époque, et par la suite, la salle était louée pour sa superbe acoustique, inégalée dans les autres salles de Londres. Peu après son ouverture, Shaw salue la salle comme une « réussite acoustique heureuse,. » Knightley suivit l'exemple de bâtiments antérieurs réputés pour leur bonne acoustique ; les murs de l'auditorium étaient couverts de bois fixé sur des lattes épaisses et de grosses toiles étaient tendues sur le bois et ensuite fixées et décorées. Il calcula que la surface continue et le revêtement en bois devaient être comme « le corps d'un violon -résonnant. » The Observer notait que le bâtiment « ressemblait à un violon dans sa structure et dans sa forme. »
Peu avant l'ouverture, Ravenscroft embauche Robert Newman comme manager. Newman avait déjà eu trois différentes carrières, comme agioteur (en), comme soliste basse et comme agent de concert. Le reste de sa carrière sera associé au Queen's Hall, et son nom et celui de la salle deviendront synonymes,.

## Premières années
Le Queen's Hall ouvre pour la première fois ses portes le 25 novembre 1893. Newman organise une fête pour les enfants l'après-midi et 2 000 personnes sont invitées pour la représentation du soir décrite par Elkin comme « une sorte de vue privée, » avec des morceaux populaires joués par le Band of the Coldstream Guards (en), et des chants et des pièces solo pour orgue ou piano interprétés par des musiciens renommés. Après la représentation les sièges sur la scène sont retirés, des rafraichissements sont servis et les invités dansent.
Le 27 novembre un smoking concert (en) est donné par la Royal Amateur Orchestral Society, concert dont le mécène est le Prince Alfred (le second fils de la Reine Victoria). Le Prince de Galles Édouard VII et le Prince Arthur assistent au concert. Knightley avait fait construire une loge royale dans le grand cercle mais le Prince Alfred dit à Newman « mon frère ne s’assoira jamais dans çà, » et Newman fit démolir la loge. Les membres de la famille royale étaient assis dans des fauteuils devant le parterre. Le programme comprenait des œuvres orchestrales de Sullivan, Gounod, Auber, Mendelssohn et Tchaikovsky, ainsi que des solos du violoniste Tivadar Nachéz (en) et du baryton David Ffrangcon-Davies (en).
L'ouverture officielle a lieu le 2 décembre. Frederic Hymen Cowen dirige l'orchestre ; l'Hymne National est chanté par Emma Albani et un chœur de 300 voix constitué en peu de temps par Newman ; le Chant de louange de Mendelssohn suit avec Albani, Margaret Hoare et Edward Lloyd comme solistes. Dans la seconde partie du programme est joué le Concerto pour piano no 5 de Beethoven avec Frederick Dawson au piano. Les autres morceaux dans le désordre de la seconde partie sont "Sweet Bird" d'Handel (Albani), "Absence" et "Parted Presence" de Cowen (Hoare) et la marche de la Reine de Saba de Gounod.
À partir de l'automne 1894, le Queen's Hall est choisi pour accueillir les concerts de la saison hivernale de la Philharmonic Society of London, concerts qui avaient auparavant lieu au St James's Hall. Lors du premier concert philharmonique au Queen's Hall, Alexander Mackenzie dirigea la première anglaise de la Symphonie Pathétique de Tchaïkovski qui est si bien reçue quelle est jouée de nouveau, par acclamation populaire, lors du concert suivant. Durant la saison 1894–95 Edvard Grieg et Camille Saint-Saëns dirigent des interprétations de leurs œuvres. La Société reste au Queen's Hall jusqu'en 1941.

### Promenade concerts

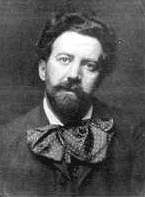
Henry Wood

Pour remplir la salle durant la période chaude estivale durant laquelle les Londoniens évitent les théâtres et les salles de concert, Newman prévoit de mettre en place une saison de dix semaines de promenade concerts (en), avec des tickets à bas prix pour attirer un public plus large que durant la saison principale. Les coûts devant être baissés Newman décide d'engager un chef d'orchestre jeune et peu connu, Henry Wood, pour diriger la saison. Il y a eu plusieurs saisons de promenade concerts à Londres depuis 1838, avec des chefs d'orchestre comme Louis Antoine Jullien ou Arthur Sullivan. Les concerts de Sullivan durant les années 1870 ont rencontré un succès particulier car ils offraient au public plus que la musique légère habituelle. Il a introduit des œuvres majeures de la musique classique comme les symphonies de Beethoven normalement réservées aux concerts plus chers montés par la Philharmonic Society. Newman visait à faire de même : « Je vais faire des concerts nocturnes et entrainer le public par étapes simples. Populaire au début, élevant régulièrement le standard jusqu'à créer un public pour la musique moderne et classique,. »
La détermination de Newman pour rendre les promenade concerts attirants pour tout le monde le conduit à autoriser à fumer durant les concerts, ce qui ne sera plus formellement interdit durant les Proms jusqu'en 1971. Des boissons sont disponibles dans tout le bâtiment durant le concert, pas uniquement pendant les entractes. Les prix étaient environ un cinquième de ce qu'ils étaient durant les concerts normaux : la promenade (le secteur debout) était à un shilling, le balcon deux shillings et le grand cercle (places réservées) trois et cinq shillings,.
Newman avait besoin de trouver des supports financiers pour sa première saison. Dr George Cathcart, un riche otorhinolaryngologiste, offrit de sponsoriser à deux conditions : Wood ne dirigera pas tous les concerts et la hauteur des instruments de l’orchestre sera abaissé au diapason de concert (en) standard européen. Le diapason de concert en Angleterre était presque un demi-ton plus haut que celui utilisé sur le continent et Cathcart considérait cela dommageable pour les chanteurs. Wood, qui était également professeur de chant, était d'accord avec cela. Les cuivres et bois du Queen's Hall Orchestra n'étaient pas d'accord pour acheter de nouveaux instruments plus bas, Cathcart importa alors des instruments de Belgique qu'il prêta aux musiciens. Après une saison les musiciens furent d'accord pour adopter définitivement ce nouveau diapason et ils achetèrent les instruments à Cathcart.
Le 10 août 1895 eu lieu le premier concert au Queen's Hall des Promenade Concerts. L'ouverture Rienzi de Wagner ouvrit le concert mais le reste du programme comprenait, selon les mots de l'historien des Proms David Cox, « pour la plus grande partie… des trivialités flagrantes. » Newman et Wood firent progressivement pencher la balance de la musique légère vers l'intégration d’œuvres classiques ; quelques jours après le concert d'ouverture, la Symphonie inachevée de Schubert et plusieurs extraits d'opéras de Wagner furent joués. Lors de la première saison d'autres symphonies furent jouées, par exemple la Symphonie no 9 de Schubert, l'Italienne de Mendelssohn et la Symphonie no 4 de Schumann. Plusieurs concertos furent aussi joués dont le Concerto pour violon de Mendelssohn et le Concerto pour piano de Schumann. Il y eut 23 créations lors de la première saison dont les premières londoniennes de morceaux de Richard Strauss, Tchaïkovski, Glazounov, Massenet et Rimsky-Korsakov. Newman et Wood se sentirent rapidement en mesure de consacrer chaque lundi à Wagner et chaque vendredi à Beethoven, schéma qui dura pendant des décennies.

### Autres représentations

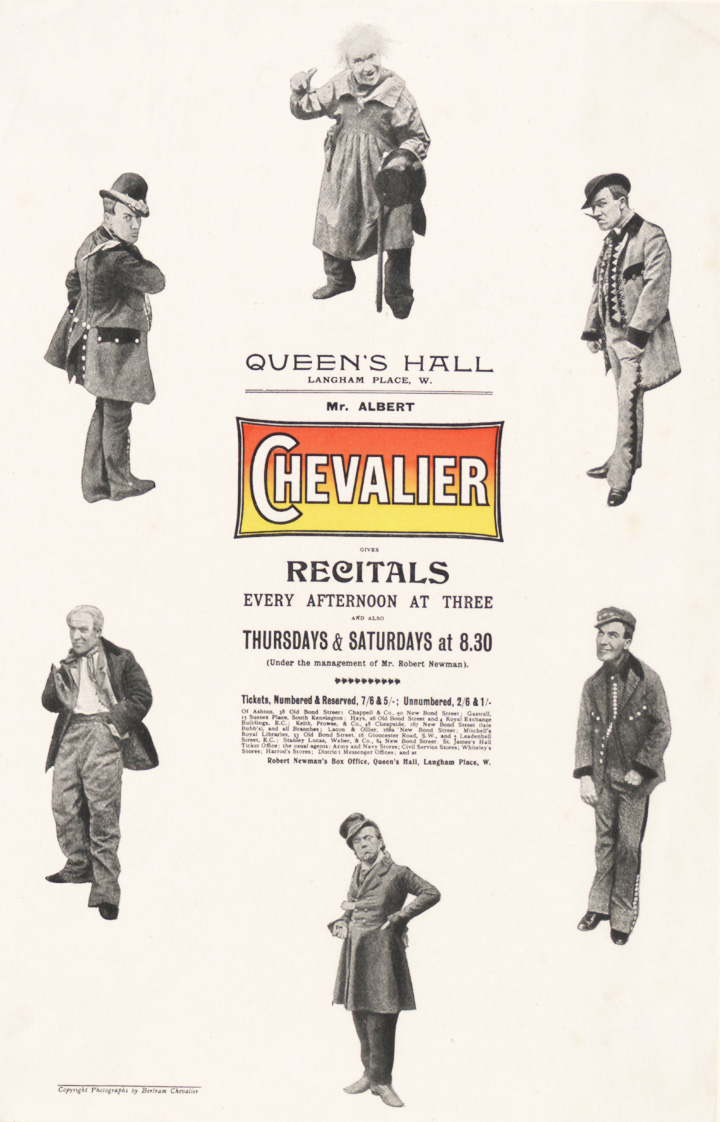
Affiche d' au Queen's Small Hall

De nombreux évènements ayant eu lieu au Queen's Hall n'ont pas été organisés par Newman. La salle était régulièrement utilisée par d'autres organisations comme le Chœur Bach de Londres (en) et la Philharmonic Society (à partir de 1903 pour la Royal Philharmonic Society), puis plus tard par la London Choral Society (en) et la Royal Choral Society. La salle était utilisée pour une large gamme d'autres activités dont des bals, des concerts d'orchestres militaires dirigés par Sousa, des conférences, des Morris dances, des Eurythmies ou des services religieux. Le 14 janvier 1896 le premier film public britannique est projeté au Queen's Hall devant les membres et leur famille de la Royal Photographic Society par le créateur du Kineopticon et membre de la société, Birt Acres, et son collègue Arthur Melbourne-Cooper. Une version améliorée des premiers kinétoscopes a été utilisée.
Newman continue à s’intéresser aux nouveaux divertissements. L'artiste de music hall Albert Chevalier (en) le persuade d'organiser des spectacles de variété au Queen's Small Hall à partir du 6 janvier 1899. Ces spectacles sont bien reçus.
Malgré toutes ces activités variés, le Queen's Hall reste associé aux yeux du public aux promenade concerts. Newman prend soin d'équilibrer the Proms, alors qu'ils deviennent connus, avec des concerts plus prestigieux et plus chers le reste de l’année. Il favorisait la carrière d'artistes prometteurs, et s'ils rencontraient le succès lors des Proms il leur donnait des contrats pour les concerts principaux, les Symphony Concert, deux saisons plus tard. Les Proms devaient être organisés avec un budget le plus serré possible mais pour les Symphony Concert Newman était prêt à payer de gros salaires pour attirer les musiciens les plus renommés, dont Joseph Joachim, Fritz Kreisler, Nellie Melba, Pablo de Sarasate, Eugène Ysaÿe et, le plus cher de tous, Ignacy Jan Paderewski. Pour les chefs d'orchestre, Newman fit venir entre autres Arthur Nikisch et Hans Richter. Durant ses vingt premières années Debussy, Elgar, Grieg, Ravel, Saint-Saëns, Schoenberg, Richard Strauss ou Sullivan firent partie des compositeurs à diriger leurs œuvres au Queen's Hall.

## Début duXXesiècle
En 1901 Newman devient le preneur à bail et le manager de la salle mais l'année suivante, après des investissements peu judicieux dans des représentions théâtrales, il est déclaré en faillite. L'éditeur musical Chappell and Co (en) reprend le bail du bâtiment gardant Newman comme manager. Le Queen's Hall orchestra et les concerts sont sauvés par le mécène musical Sir Edgar Speyer (en), un banquier d'origine allemande. Speyer met à disposition les fonds nécessaires, encourage Newman et Wood dans leur projet d'éducation musicale et souscrit aux Proms et à la saison de concerts symphoniques. Newman reste la manager du hall jusqu'en 1906 et manager des concerts jusqu'à sa mort en 1926.
Les niveaux des orchestres jouant à Londres était affecté par le système de remplaçants qui permettait aux musiciens, en cas d'une proposition mieux payée, d'envoyer un remplaçant à une répétition ou à un concert. Le trésorier de la Royal Philharmonic Society décrivait le système ainsi : « A, que vous voulez, signe pour jouer à votre concert. Il envoie B (qui ne vous dérange pas) à la première répétition. B, sans vous avertir ou sans votre consentement, envoie C à la seconde répétition. Ne pouvant jouer lors du concert, C envoie D que vous auriez payé cinq shillings pour ne pas venir. » Les musiciens du Queen's Hall Orchestra n'étaient pas beaucoup payés ; Wood se souvient dans ses mémoires, « les musiciens de l'orchestre ne recevaient que 45s la semaine pour six Promenade concerts et trois répétitions, une guinée pour un concert symphonique et une répétition et une demi guinée pour les concerts du dimanche après-midi ou du soir sans répétition,,. » Se voyant offerts des contrats ad hoc avec une meilleure paye par d'autres institutions, de nombreux musiciens utilisaient ce système de remplaçants. Newman décida d'y mettre fin. Après une répétition lors de laquelle Wood se retrouve face à une majorité de musiciens inconnus dans son propre orchestre, Newman vint su scène annoncer : « Messieurs, à l'avenir il n'y aura pas de députés, bonjour. » Quarante musiciens démissionnèrent d'un coup et créèrent leur propre orchestre, le London Symphony Orchestra. Newman n'essaya pas d'empêcher ce nouvel orchestre de jouer au Queen's Hall, et son premier concert eut lieu le 9 juin 1904 avec Richter à la direction.
Au début du XXe siècle, le Queen's Hall n'était pas seulement considéré comme la « première salle de concert de Londres, » mais également comme « le centre musical reconnu de l'Empire britannique. » La grisaille de sa décoration intérieure et le manque d'espace pour les jambes devant les sièges attiraient de nombreuses critiques. En 1913, le The Musical Times écrit « dans le placement des sièges apparemment la longueur moyenne des jambes n'a pas été prise en compte et il semble qu'il avait été compris… que les jambes seraient laissées au vestiaire. À deux pence chacune ce serait coûteux, et il pourrait y avoir des difficultés par la suite si le classement du vestiaire n'est pas parfait. » Chappells promet de réarranger les sièges pour laisser plus de place et le fait cette même année ; la capacité de la salle est réduite à 2 400 spectateurs. La guerre commence avant que la question de changer le décor puisse être posée..

### Première Guerre mondiale et après-guerre

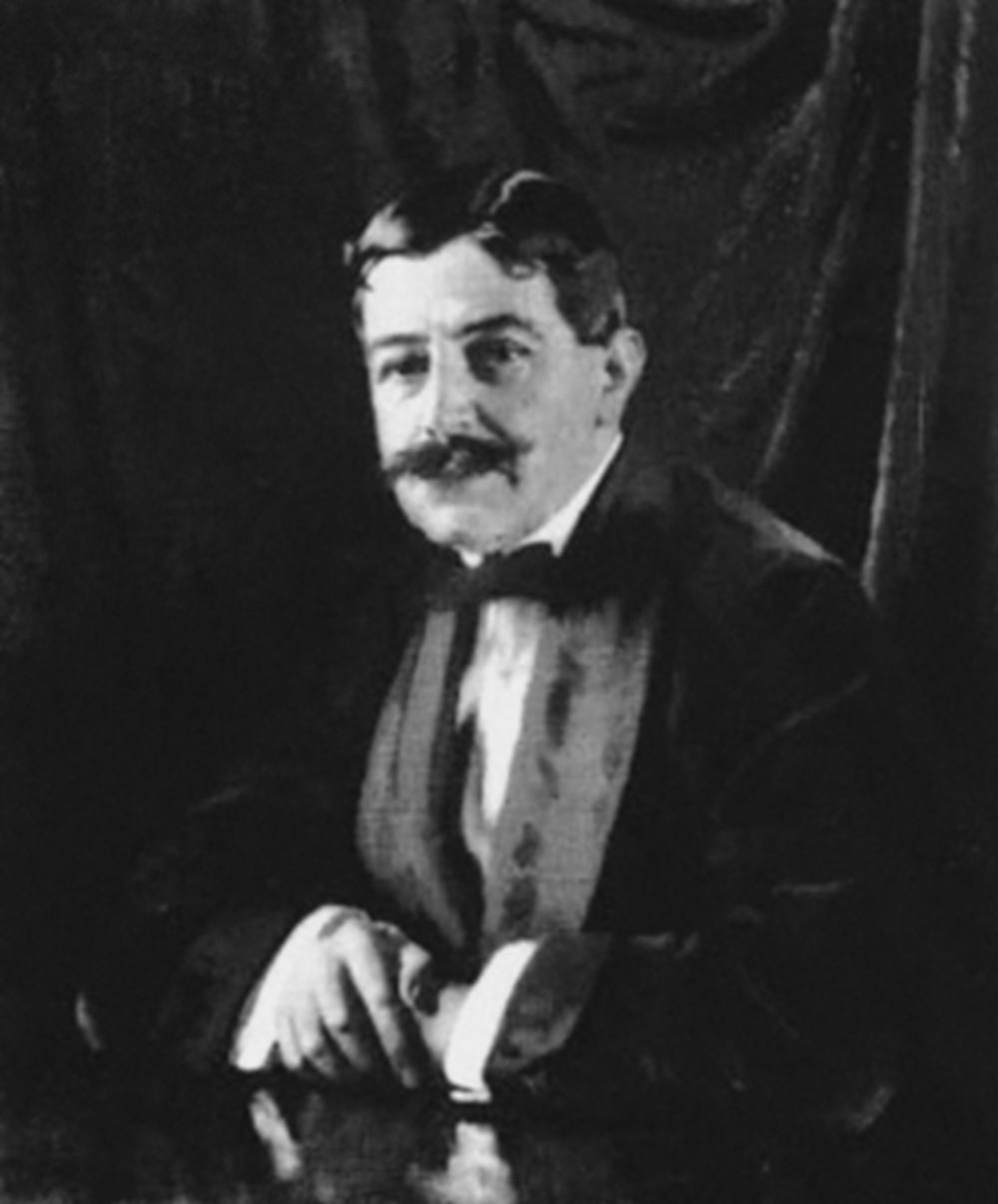
Sir Edgar Speyer

Lors du commencement de la Première Guerre mondiale en 1914, Newman, Wood et Speyer sont obligés de réfléchir au futur immédiat des concerts donnés au Queen's Hall. Ils se demandent si les Proms doivent continuer comme prévu et se mettent d'accord pour ne rien changer. Cependant quelques mois après un sentiment anti-allemand émerge et force Speyer à quitter le pays et à trouver refuge aux États-Unis et une campagne fut lancée pour bannir la musique allemande des concerts. Newman publia une déclaration annonçant que la musique allemande serait jouée comme prévu : « les plus grands exemples de Musique et d'Arts sont des possessions du monde et sont inattaquables même par les préjugés et les passions de l'heure,. »
Quand Speyer quitte la Grande-Bretagne en 1915, Chappell prend en charge la responsabilité financière des concerts du Queen's Hall. L'orchestre résident est renommé le New Queen's Hall Orchestra. Les concerts continuent pendant les années de guerre, avec un peu moins de nouvelles œuvres majeures, même si eurent lieu les premières britanniques de pièces de Bartók, Stravinsky et Debussy. Un historien des Proms, Ateş Orga, écrit : « les concerts devaient souvent être déplacés pour coïncider avec les fins d'alerte entre les raids aériens. Bombes qui tombent, éclats d'obus anti-aériens, incendies et bourdonnement de Zeppelins n'ont jamais été menaçants. Mais [Wood] maintient les choses en mouvement et en fin de compte a eu un rôle très réel à jouer dans le renforcement du moral,. » La salle a été touchée par une attaque aérienne allemande mais a eu peu de dommages. Un membre du chœur se rappelle l'explosion au milieu d'un concert :

« Il y a eu un fracas, puis un craquement, et une pluie de plâtre a commencé à tomber du toit de la promenade, qui était bondée. Il y a eu un peu de précipitation à partir du centre de la salle pendant un moment. Un ou deux musiciens de l'orchestre disparurent de leur siège. Même Sir Henry Wood regardait anxieusement le toit, bien que brandissant toujours son bâton … Après le concert personne ne fut autorisé à quitter le Hall. … Un des musiciens retourna noblement sur la plateforme et commença une valse. Nous fîmes bientôt danser sur le parquet et nous profitions vraiment de l'expérience. Nous ne fûmes pas relâchés avant une heure du matin. »

Après la guerre le Queen's Hall fonctionne quelques années de la même manière qu'avant 1914 excepté pour ce que Wood appelait une nouvelle décoration « un peu désagréable bleu-vert. » De nouveaux musiciens apparaissent dont Solomon, Lauritz Melchior et Paul Hindemith. Cependant durant les années 1920 la salle devient le champ de bataille des opposants et des partisans de la radiodiffusion. William Boosey, le directeur de Chappells, et le propriétaire effectif du Queen's Hall, était catégoriquement contre la radiodiffusion de la musique par la récente British Broadcasting Company (BBC). Il décrète qu'aucun artiste ayant travaillé pour la BBC ne sera autorisé à jouer au Queen's Hall. Ce fut un dilemme pour les musiciens ; ils voulaient apparaitre à la radio sans s'enlever le droit d'apparaitre dans un des lieux musicaux britannique le plus important. Le Queen's Hall devint temporairement incapable d'attirer un grand nombre des meilleurs artistes de l'époque.
Au milieu de cette impasse, la santé de Newman s'affaiblit et il mourra en novembre 1926 après une courte maladie. Wood écrit, « je crains que tout ne reste au point mort, car je n'avais jamais ne serait-ce qu'engagé un musicien supplémentaire sans en avoir discuté avec lui d'abord,. » L'assistant de Newman, W.W. Thompson, prend en charge l'orchestre et les concerts, mais à ce moment crucial Chappells arrête de financer les Proms. Après de longues négociations la BBC remplace Chappells en 1927 en tant que mécène. Les Proms furent sauvées et le Hall continua d'accueillir des concerts de célébrités durant le reste des années 1920 et 1930, certains promus par la BBC, et d'autres comme par le passé par une série de sociétés chorales et d'orchestres ou d'imprésarios. Comme Chappells détenait le nom New Queen's Hall Orchestra, l'orchestre résident dut changer de nom une nouvelle fois et devint leSir Henry J. Wood's Symphony Orchestra.

## Dernières années
En 1927, l'Orchestre philharmonique de Berlin, sous la direction de son chef d'orchestre Wilhelm Furtwängler, donne deux concerts au Queen's Hall. Ces concerts, et d'autres donnés par le même orchestre en 1928 et 1929, rendent évident le faible niveau des orchestres londoniens. La BBC et Sir Thomas Beecham ont pour ambition d'amener le niveau orchestrale de Londres à celui de Berlin. Après une première tentative de coopération entre la BBC et Beecham, ils suivent des chemins différents ; la BBC crée le BBC Symphony Orchestra sous la direction d'Adrian Boult et Beecham, avec Malcolm Sargent, fonde le London Philharmonic Orchestra.
Les deux orchestres font leurs débuts en donnant des concerts au Queen's Hall. Le BBC orchestra donne son premier concert le 22 octobre 1930, dirigé par Boult, jouant Wagner, Brahms, Saint-Saëns et Ravel. Les critiques sont enthousiastes. The Times parle de « sa virtuosité » et de la direction « superbe » de Boult. The Musical Times commente, « l'orgueil de la BBC de réunir un orchestre de premier ordre n'était oiseux,. » Le London Philharmonic fait ses débuts le 7 octobre 1932 dirigé par Beecham. Après la première œuvre, l'Ouverture du carnaval romain de Berlioz, le public devient fou, certaines personnes se mettant debout sur leur siège pour applaudir et crier. Durant les huit années suivantes l'orchestre joue presque une centaine de fois au Queen's Hall. Il n'y a plus personne pour jouer dans l’ancien orchestre résident, la plupart des musiciens ont été embauchés par la BBC, et il est dissout en 1930.
Avec un niveau orchestrale atteignant une excellence sans précédent, des musiciens renommés d'Europe et des États-Unis sont impatients de jouer au Queen's Hall. Durant les années 1930, interviennent en tant que chefs d'orchestre invités Serge Koussevitzky, Willem Mengelberg, Arturo Toscanini, Bruno Walter et Felix Weingartner. Richard Strauss et Anton Webern viennent diriger leurs œuvres,,,. Certains enregistrements produits au Hall durant cette période sont ressortis en CD. En mai 1928, le médecin et prix Nobel de la paix Albert Schweitzer enregistre au Queen's Hall plusieurs compositions pour orgue de Jean-Sébastien Bach.

### Seconde Guerre mondiale
Lors du déclenchement de la Seconde Guerre mondiale en septembre 1939, la BBC met en place immédiatement son plan de contingence pour déplacer ses studios d'enregistrement en dehors de Londres en prévision de bombardements. Son département musical, y compris le BBC Symphony Orchestra, part à Bristol. La BBC ne retire pas seulement les musiciens mais également le financement des Proms. Wood décide que la saison 1940 continuera malgré tout. La Royal Philharmonic Society et un entrepreneur privé, Keith Douglas, acceptent de financer une saison de huit semaines et le London Symphony Orchestra est embauché. Les concerts continuent malgré les bombardements et le public reste souvent dans la salle jusqu'au petit matin avec des divertissements musicaux continuant après la fin du concert. La saison est réduite après quatre semaines, quand des bombardements intensifs forcent le Queen's Hall à fermer. Le dernier Prom donné au Queen's Hall a lieu le 7 décembre 1940. Les 8 décembre les portes et les fenêtres du bâtiment sont soufflés par une explosion. Les concerts reprennent après des réparations temporaires. À la suite de dommages supplémentaires le 6 avril 1941 des réparations sont encore rapidement faites et la salle rouvre après quelques jours.

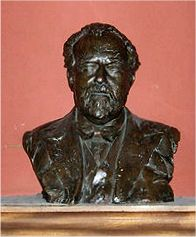
Buste de Henry Wood, sauvé des décombres du Queen's Hall en 1941

Un concert d’œuvres d'Elgar est donné le 10 mai 1941 après-midi. Sargent dirige les Variations Enigma et le The Dream of Gerontius. Les solistes étaient Muriel Brunskill (en), Webster Booth (en) et Ronald Stear avec le London Philharmonic et la Royal Choral Society. Ce concert, le dernier donné au Queen's Hall, reçoit de bonnes critiques de The Times. La nuit suivante un bombardement intensif a lieu durant lequel la Chambre des communes et plusieurs autres bâtiments sont détruits, et le British Museum et l'Abbaye de Westminster sont sérieusement endommagés. Une seule bombe incendiaire touche le Queen's Hall et l'auditorium est complètement détruit par un incendie au-delà de tout espoir de réparation ; le London Philharmonic perd plusieurs milliers de livres sterling en instrument. Le seul objet retrouvé intact parmi les débris du site est un buste en bronze de Wood,. Les concerts continuent à Londres au Royal Albert Hall et dans d'autres salles. Les Proms sont déménagées à l'Albert Hall qui restera leur site principal. En 1951, le Royal Festival Hall ouvre et succède au Queen's Hall comme lieu principal de concerts symphoniques autres que les Proms à Londres.

## Projets de reconstruction et devenir du site
En 1954 le gouvernement met en place un comité dirigé par Lord Robbins avec Sir Adrian Boult comptant parmi ses membres pour examiner la faisabilité de la reconstruction de la salle. Le comité rapporte que « pour des motifs musicaux et dans l'intérêt de la vie culturelle générale de la communauté » il est souhaitable de remplacer le Queen's Hall mais il n'y a probablement par une demande potentielle sans « sérieusement réduire le public des salles subventionnées existant déjà. » À partir de 1982, Londres se dote d'une seconde salles assez grande pour les concerts symphoniques, le Barbican Centre.
L'ancien site du Queen's Hall est réaménagé par le propriétaire, le Crown Estate. Il est maintenant occupé par le Saint Georges Hotel (en). En 2004, Richard Morrison écrit à propos du Queen's Hall :

« Tous ceux qui ont assisté à un concert dans cette salle parlent, ou ont parlé, chaleureusement de son acoustique et de son atmosphère … pour tous c'était parfait. Elle aurait dû être reconstruite après la guerre : il y avait des plans, des comités, même le début d'une campagne de financement. Mais cela n'a pas été fait et depuis Londres n'a pas eu de salle de concert symphonique qui se soit approchée même de loin de la perfection »

. Le site est maintenant marqué par une plaque commémorative inaugurée en novembre 2000 par Sir Andrew Davis, chef d'orchestre principal du BBC Symphony Orchestra.